# Ecce homo

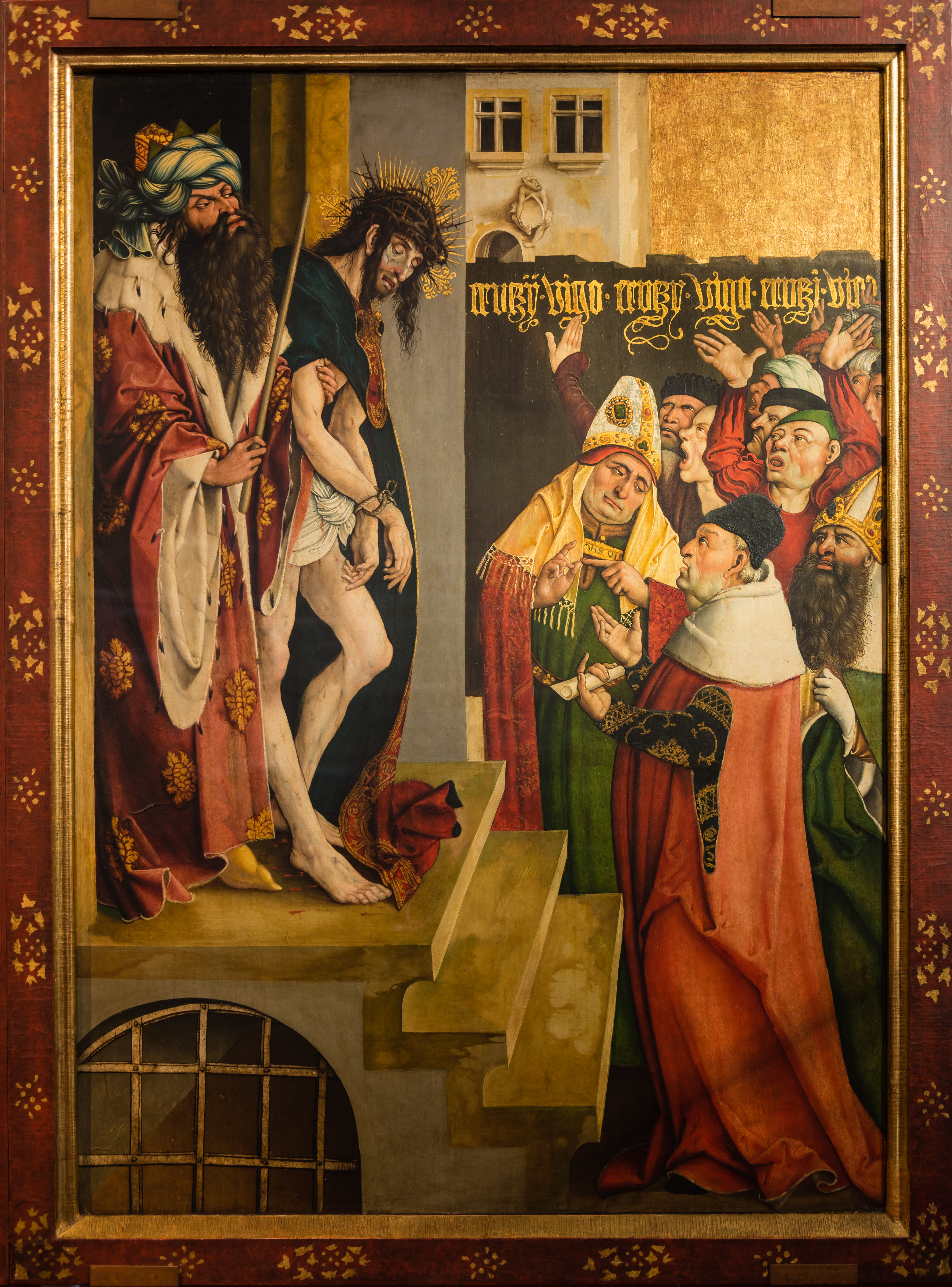
Jörg Breu der Ältere: Ecce homo (Schaustellung des Herrn), Melker Altar, 1502

Mit dem Hinweis Ecce homo (klassische Aussprache [ˈɛkːɛ ˈhɔmoː], deutsche Aussprache [ˈɛkt͡sə ˈhοːmo]) stellt nach der Darstellung des Johannesevangeliums der römische Statthalter Pontius Pilatus dem Volk den gefolterten, in purpurnes Gewand gekleideten und mit einer Dornenkrone gekrönten Gefangenen Jesus von Nazaret vor, weil er keinen Grund für dessen Verurteilung sieht. Die jüdische Führung fordert daraufhin Jesu Kreuzigung (Joh 19,4–6 ).
Der Ausruf lautet im ursprünglich griechischen Text des Johannesevangeliums ἰδοὺ ὁ ἄνθρωπος (idoù ho ánthropos) und bedeutet „Siehe, der Mensch“. Der lateinische Ausdruck stammt aus der Vulgata (Joh 19,5 ) und ist von dort in die christliche Tradition und die Kunstgeschichte eingegangen.

## Übersetzung
Die wörtliche Übersetzung aus dem griechischen Urtext lautet: „Siehe, der Mensch“ (so auch wiedergegeben in der Elberfelder Bibel). In anderen deutschen Bibelübersetzungen wird der Text verschieden dargestellt:
- „Sehet, welch ein Mensch.“ (Lutherbibel)
- „Seht, da ist der Mensch!“ (Einheitsübersetzung 1980)
- „Seht, der Mensch!“ (Einheitsübersetzung 2016)
- „Hier ist er, der Mensch!“ (Neues Leben)
- „Seht ihn euch an, diesen Menschen!“ (Hoffnung für alle)
- „Da, seht ihn euch an, den Menschen!“ (Gute Nachricht Bibel)

## Ecce homoals Motiv der Kunst

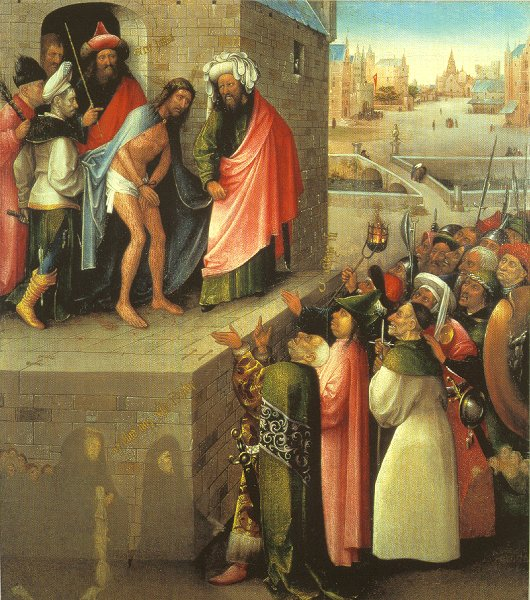
Hieronymus Bosch, um 1475–85

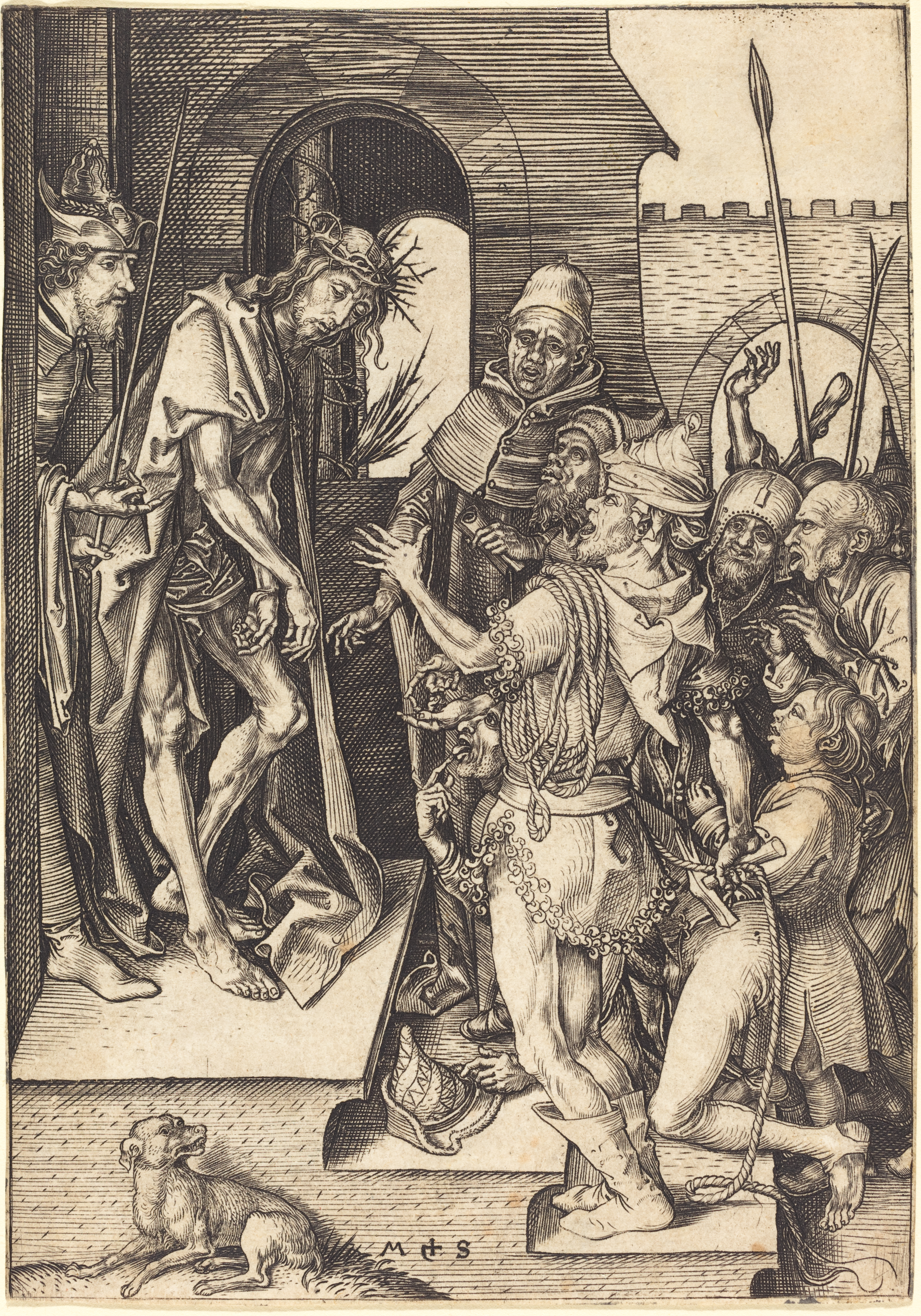
Martin Schongauer, 15 Jh.

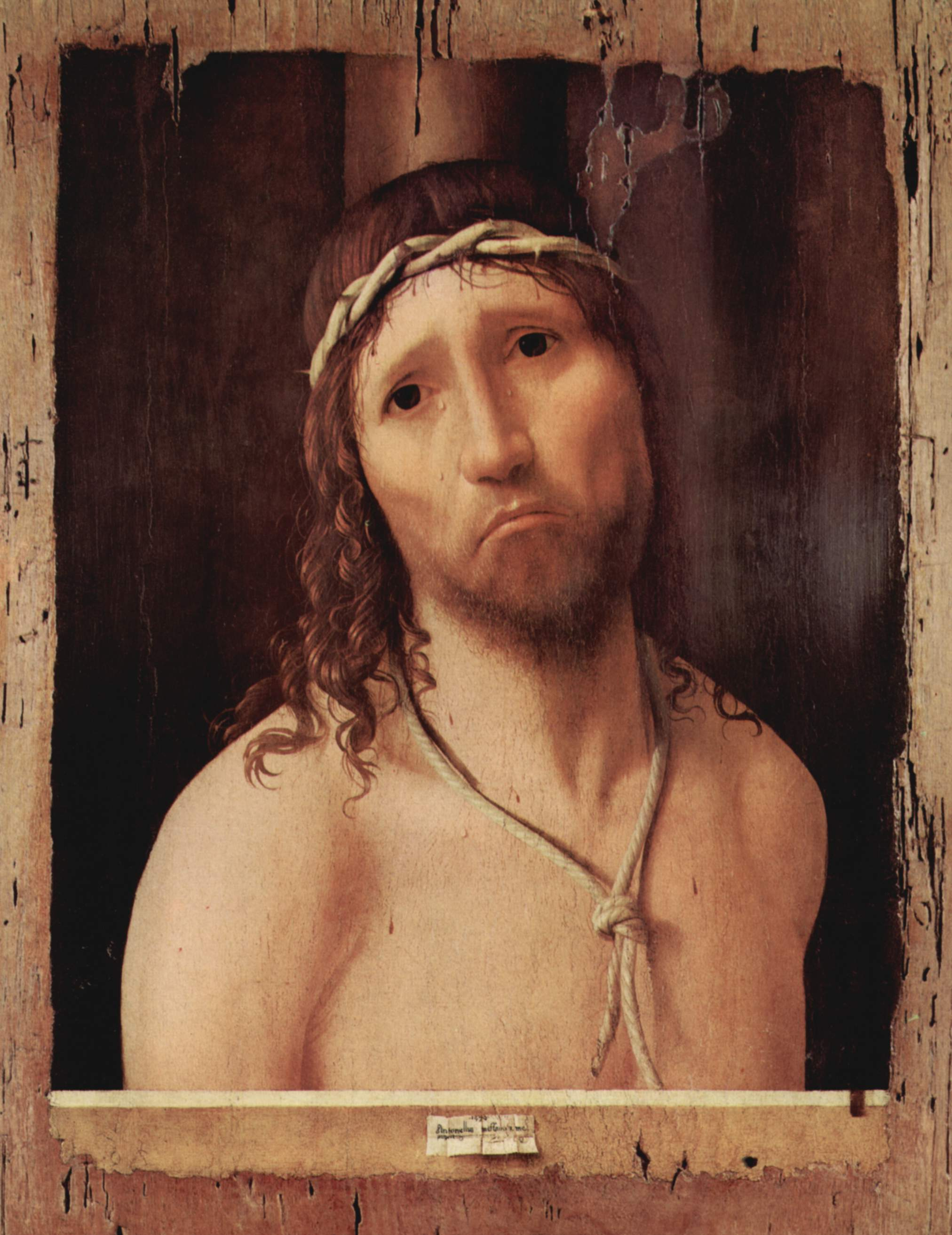
Antonello da Messina, um 1473

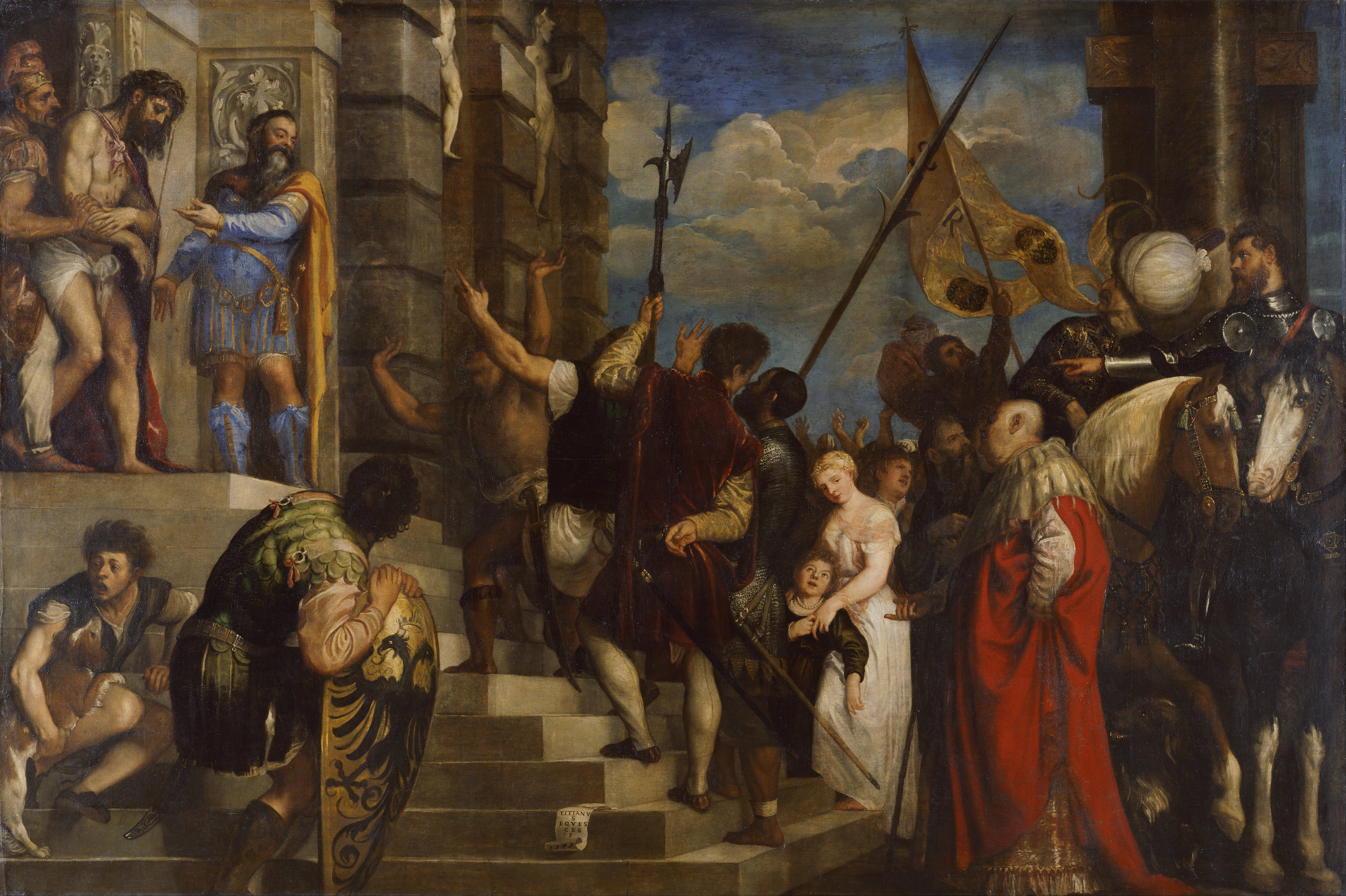
Tizian: Ecce homo, 1543, Kunsthistorisches Museum, Wien

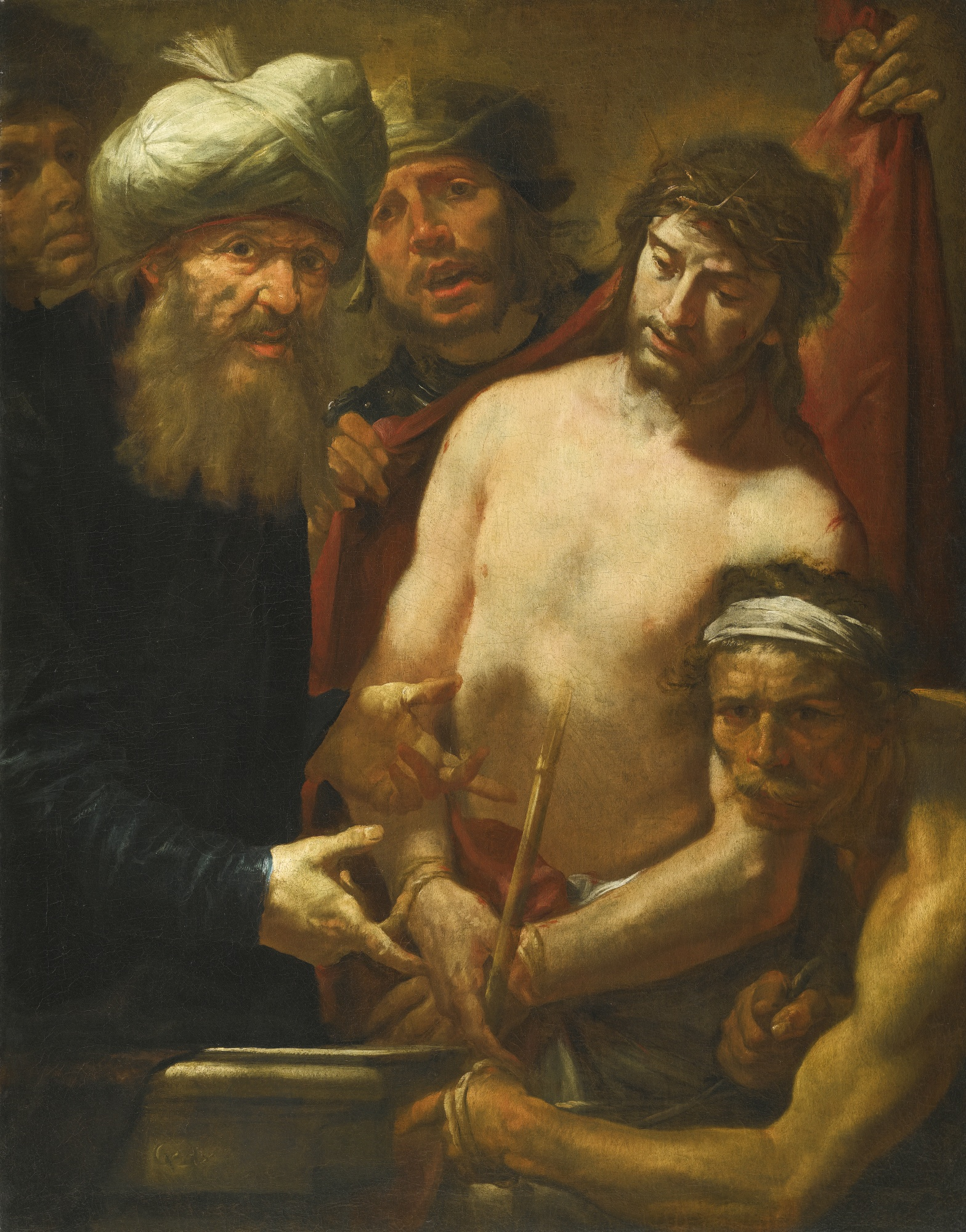
Gioacchino Assereto, um 1640

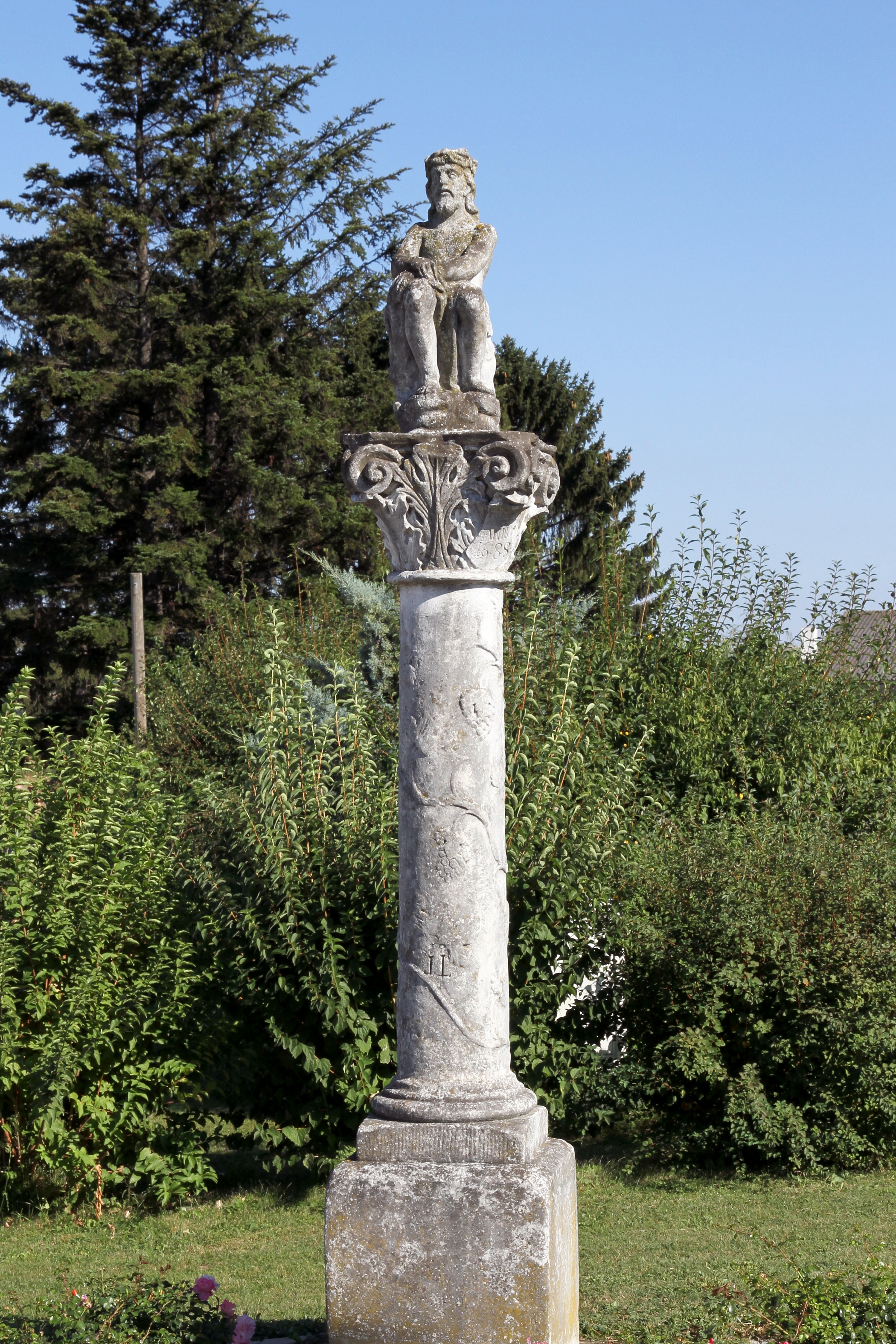
Ecce-homo-Säule, 1688 (in Unterfrauenhaid, Burgenland)

In der christlichen Kunst gibt es zwei Bildmotive, die mit Ecce homo bezeichnet werden:
- die eigentliche Illustration der Szene aus Johannes 19 (auch Schaustellung Christi genannt), die zumindest Pilatus und Jesus zeigt sowie zumeist das ihn verspottende Volk von Jerusalem und teilweise auch die Stadt selbst;
- Andachtsbilder, die Jesus als stehende, einzelne Halbfigur oder Ganzfigur mit Purpurmantel, Lendentuch, Dornenkrone und Folterverwundungen insbesondere am Kopf darstellen. Sind auf solchen Andachtsbildern zusätzlich die Wundmale der Kreuzigung (Nagelwunden an den Gliedmaßen, Lanzenwunde an der Seite) zu sehen, spricht man vom Bildmotiv Schmerzensmann (auch Erbärmdebild oder Miserikordienbild). Ist Christus sitzend (oft als Klagegeste einen Arm auf dem Oberschenkel aufstützend) dargestellt, handelt es sich um das Bildmotiv Christus in der Rast. Beide Darstellungen werden allerdings häufig ebenfalls als Ecce homo bezeichnet.

Die ersten Darstellungen der Ecce-homo-Szene in der bildenden Kunst sind im 9. und 10. Jahrhundert im syrisch-byzantinischen Kulturkreis zu finden. Mittelalterliche abendländische Darstellungen, die das Ecce-homo-Motivs darzustellen scheinen und auch oft so interpretiert wurden, illustrieren jedoch meist die Szene der Dornenkrönung und Verspottung Christi (etwa im Egbert-Codex oder im Evangeliar von Echternach), die der biblischen Ecce-homo-Szene vorausgeht.
Weite Verbreitung fand das Motiv, als im 15. und 16. Jahrhundert die Passion zum zentralen Thema der abendländischen Frömmigkeit wurde. Sowohl im Passionsspiel des mittelalterlichen Theaters als auch in geradezu szenisch wirkenden Illustrationen der Passionsgeschichte war die Ecce-homo-Szene enthalten, etwa in den Passionen von Albrecht Dürer oder Graphiken von Martin Schongauer. Die Szene wurde (insbesondere in Frankreich) auch häufig als Skulptur oder Skulpturengruppe dargestellt; auch Altarbilder und andere Gemälden mit dem Motiv entstanden (etwa von Hieronymus Bosch oder Hans Holbein d. Ä.). Wie die Passionsspiele wurden auch bildliche Darstellungen der Ecce-homo-Szene vielfach für antijüdische Darstellungen des Volkes von Jerusalem genutzt, das durch aufgeregtes Gestikulieren und verzerrte Fratzen charakterisiert wurde.
Das Motiv der Einzelfigur des leidenden Jesus, der den Betrachter oft unmittelbar anzuschauen scheint und somit eine persönliche Identifikation mit dem Passionsgeschehen ermöglicht, kam ebenfalls im späten Mittelalter auf. Parallel dazu wurde in der abendländischen Kunst auch die ähnlichen Motive des Schmerzensmannes und des Christus in der Rast immer bedeutender. Auch in der späteren Druckgraphik (etwa bei Jacques Callot und Rembrandt van Rijn), der Malerei der Renaissance und des Barock (etwa bei Tizian, Caravaggio, Correggio, Peter Paul Rubens) und der barocken Skulptur findet das Motiv noch vielfach Verwendung.
Schon Albrecht Dürer stellte den leidenden Christus in der Ecce-homo-Szene seiner Großen Passion in auffälliger Nähe zu seinem Selbstporträt von 1498 dar und ließ so eine Umdeutung des Motivs in eine Metapher für das Leiden des Künstlers zu. Als Bild für die Ungerechtigkeit der Kritik benutzt James Ensor das Ecce-homo-Motiv in seiner beißend ironischen Graphik Christus und die Kritiker von 1891, in der er sich ebenfalls selbst als Christus porträtiert.
Der junge Reichsgraf Nikolaus Ludwig von Zinzendorf betrachtete auf seiner Kavaliersreise am 22. Mai 1719 in der Düsseldorfer Gemäldegalerie ein Ecce-homo-Gemälde von Domenico Feti mit der Bild-Unterschrift Ego pro te haec passus sum; tu vero, quid fecisti pro me? („Ich habe dies für dich gelitten; du aber, was hast du für mich getan?“, meist schlichter übersetzt mit „Das tat ich für dich; was tust du für mich?“). Dieses Erlebnis führte zu einer Klärung und Vertiefung seines Selbstverständnisses als Christ. Bekannt wurde er als Begründer der Herrnhuter Brüdergemeine in der Oberlausitz und als Erfinder der Herrnhuter Losungen.
Besonders im 19. und 20. Jahrhundert wird das Ecce-homo-Motiv als Bild für das Leiden und die Entwürdigung des Menschen durch Gewalt und Krieg in seiner Bedeutung erweitert. Bekannte Darstellungen der Moderne sind Lovis Corinths Spätwerk Ecce homo (1925), das Jesus mit einem als Arzt gekleideten Pilatus und einem Soldaten aus der Perspektive der betrachtenden Menge zeigt, und Otto Dix’ Ecce homo mit Selbstbildnis hinter Stacheldraht von 1948.
George Grosz veröffentlichte einen 100-teiligen Bildzyklus unter dem Titel Ecce Homo. Auch Paul Meissner stellte mehrmals das Motiv des leidenden Jesus dar. Eine Darstellung des Motivs durch Elías García Martínez erlangte durch einen misslungenen Restaurierungsversuch seitens einer Rentnerin internationale Bekanntheit (siehe Ecce homo von Borja).

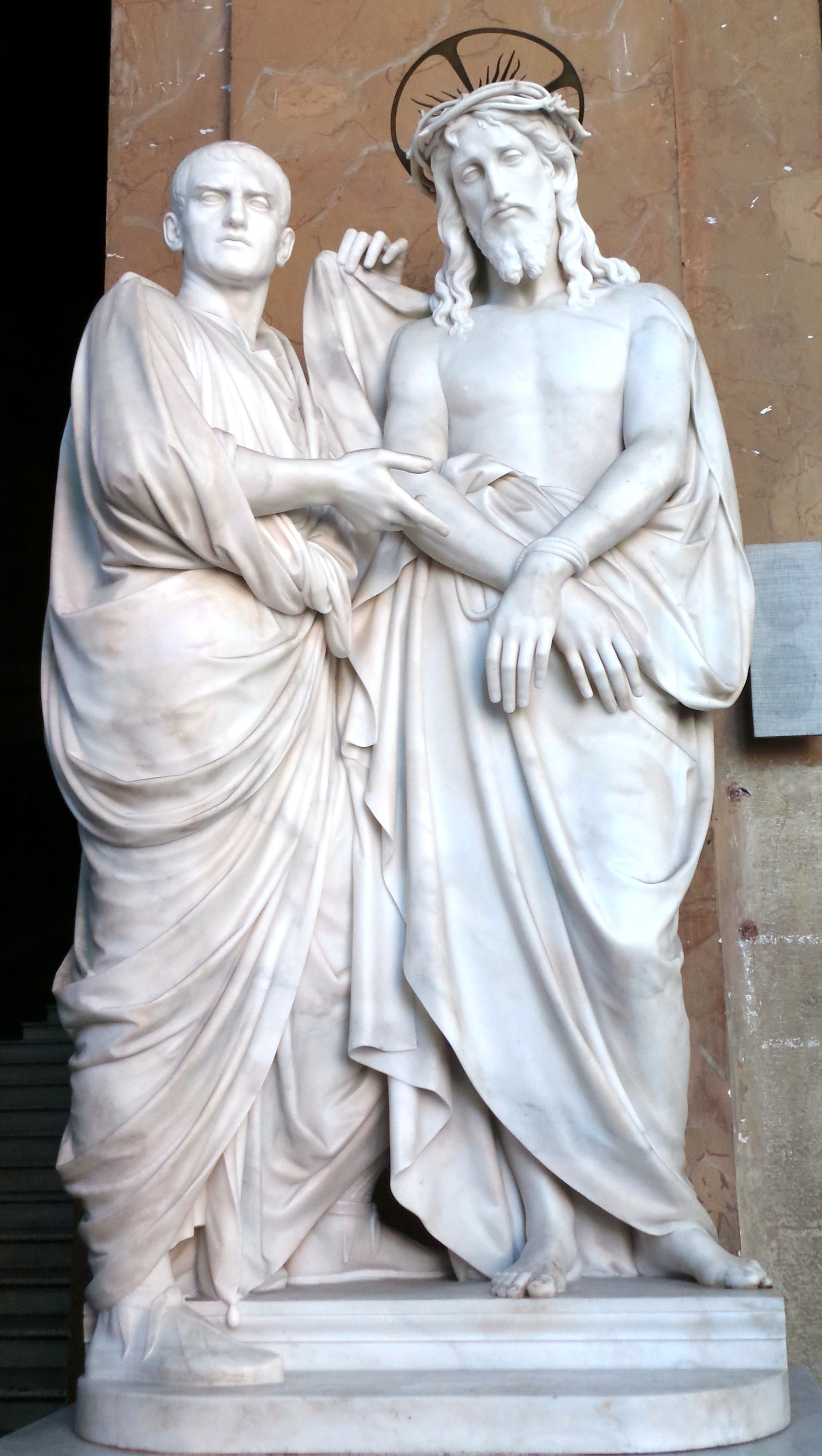
Ignazio Jacometti, 1852 (Scala Santa)
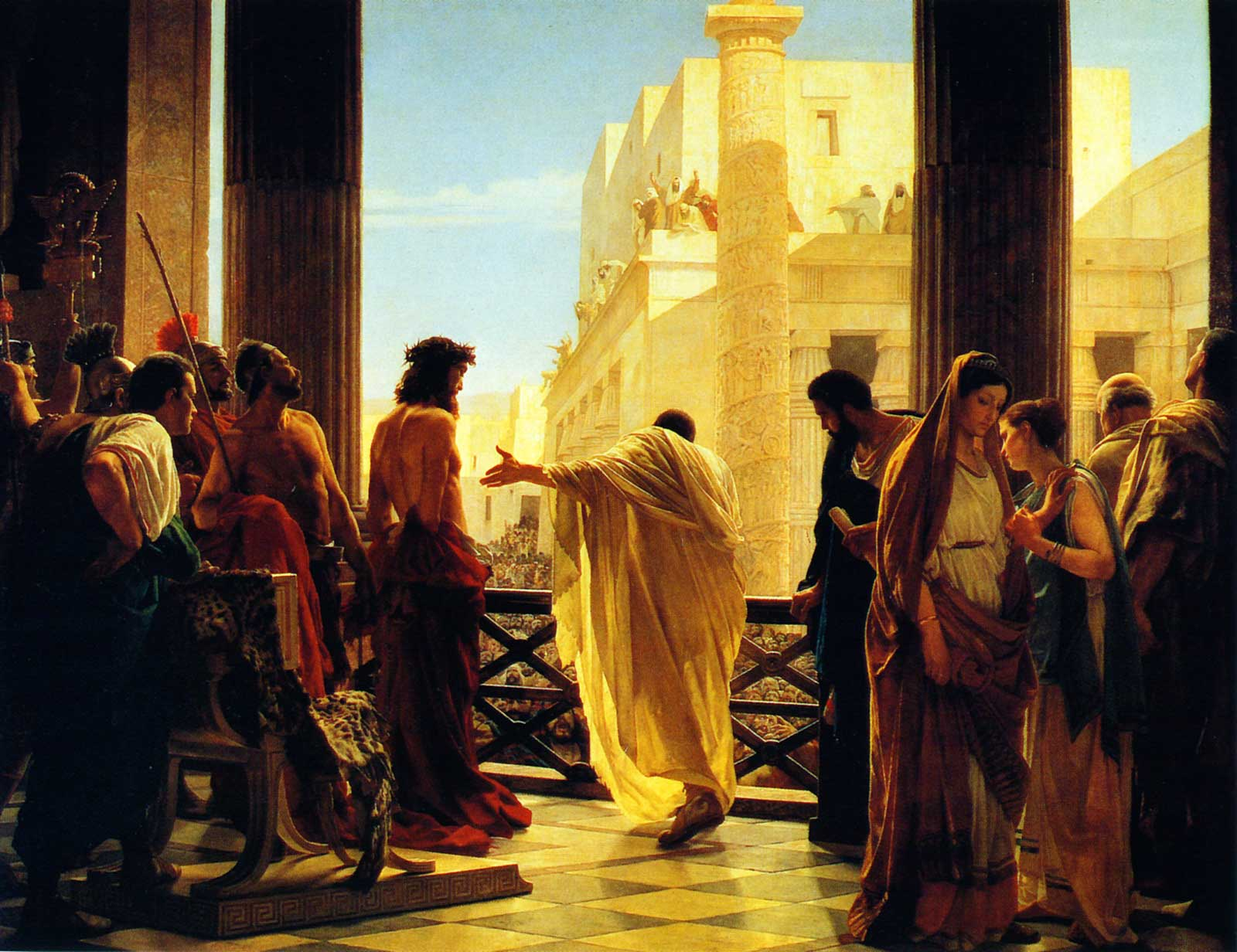
Antonio Ciseri, 19. Jh.
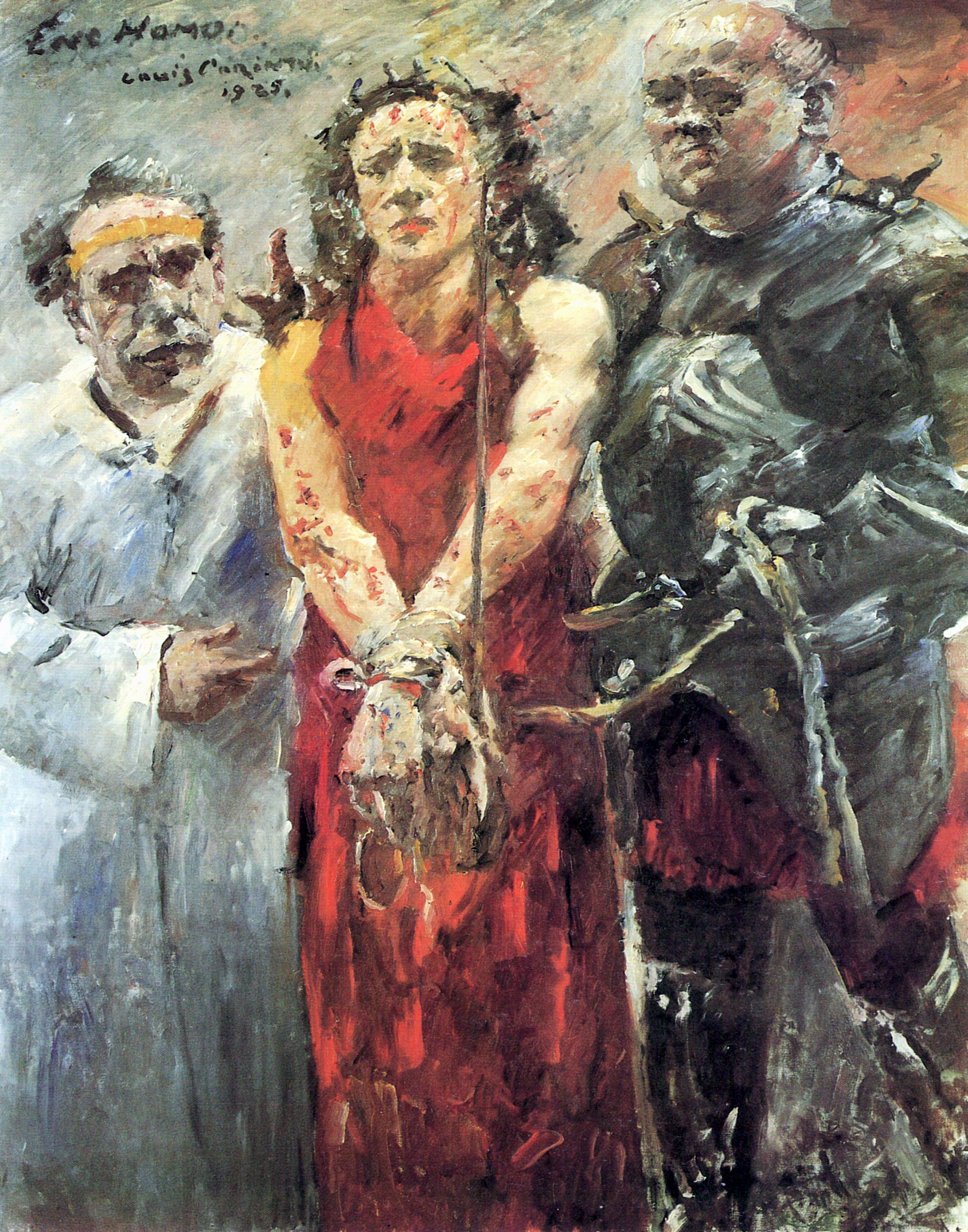
Lovis Corinth, 1925
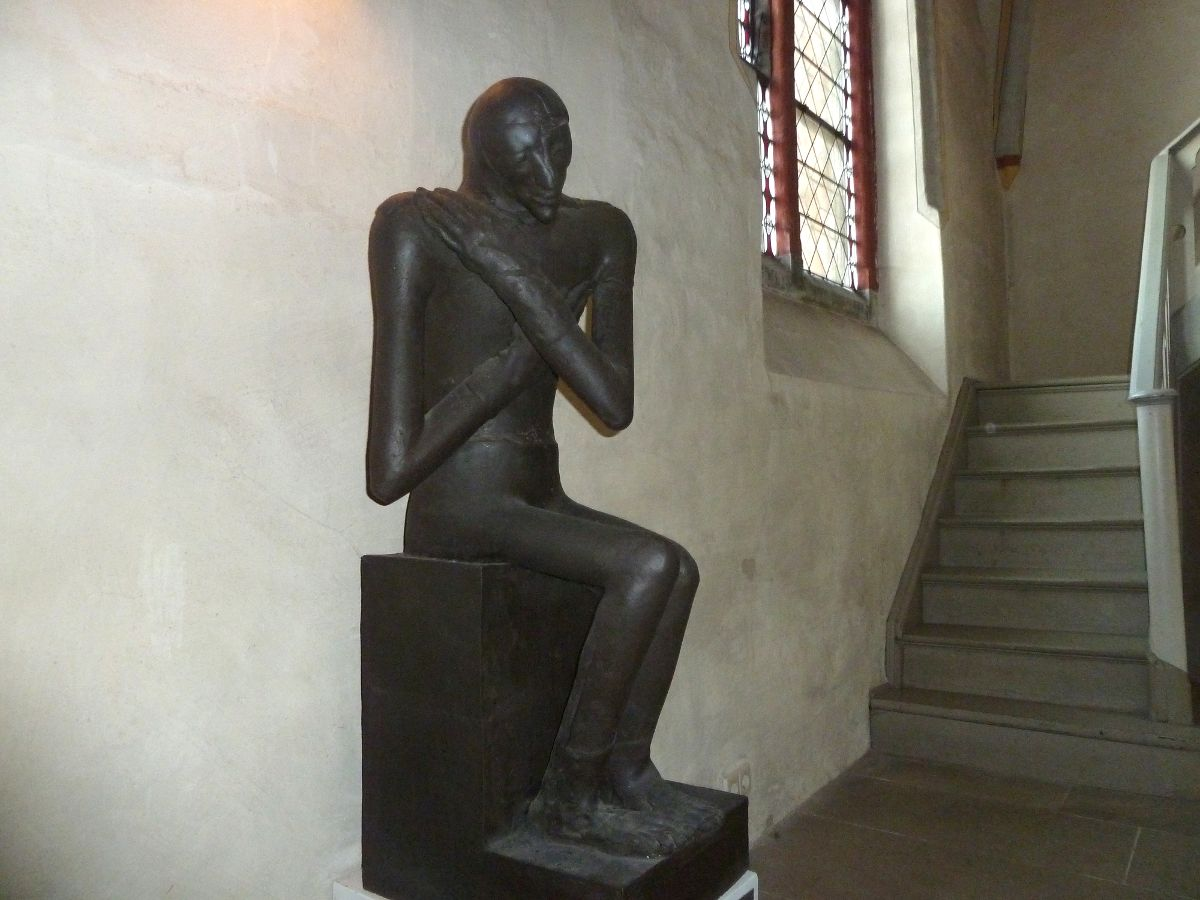
Ecce homo. Eine lebensgroße Tonplastik in der evang. Liebfrauenkirche in Neustadt a. Rbg., gestaltet von Peter Marggraf

## Ecce homoals Zitat

### Napoleon und Goethe
Bei seiner Begegnung mit Johann Wolfgang von Goethe soll Napoleon Bonaparte das Gespräch mit den Worten „Vous êtes un homme“ (nach anderer Lesart: „Voilà un homme“) begonnen haben. Der Ausspruch wird häufig interpretiert als Ecce-homo-Paraphrase im Sinne „Seht, welch ein Mensch“.

### Nietzsche
Der Philosoph Friedrich Nietzsche gab einem seiner späten Werke, in welchem er sein Leben sowie sein philosophisches Werk vor sich und seinem Publikum rechtfertigt, den Titel Ecce homo. Auch ein kurzes Gedicht Nietzsches trägt denselben Titel. (Ob sich Nietzsche direkt auf die Bibelstelle oder auf das Napoleon-Wort bezieht, ist unklar.)

### Wortspiel in homosexuellem Kontext
Durch die lautliche Assoziation zwischen dem lateinischen homo = „Mensch“, „Mann“ und Homo als Kurzform für Homosexueller (vom griechischen ὅμος homos = „gleich“) wird Ecce homo auch in homosexuellem Kontext als Schlagwort und Titel verwendet. Manchmal spielen dabei auch Religion, Leiden oder die Aussage „(auch) ein Mensch“ eine Rolle.
Die Galerie Highway in Santa Monica veranstaltete von 1989 bis 2004 jährlich im Juli das dreitägige Performance-Festival Ecce Lesbo / Ecce Homo. Eine europaweit kontrovers diskutierte Wanderausstellung der schwedischen Fotografin Elisabeth Ohlson Wallin unter dem Titel Ecce homo aus dem Jahr 1998 zeigt zwölf Fotografien, die Jesus zusammen mit Homosexuellen darstellen und sich an bekannte Darstellungen der bildenden Kunst anlehnen. Das biblische Ecce-homo-Motiv selbst ist nicht unter den Bildern vertreten.

## Weitere künstlerische Verwendung

### Musik
Musikalische Werke folgender Personen tragen Ecce homo in ihrem Namen:
- Howard Goodall: Ecce homo qui est faba, Titelmusik zur Fernsehserie Mr. Bean
- Serge Gainsbourg: Lied ecce homo (1981)
- Schließmuskel: Album Sehet, welch ein Mensch! (1989)
- Grant Hart: Album Ecce homo (1996)
- Rantanplan: Lied Ecce homo (1882) auf dem Album Samba (erschienen 2000)
- The Hidden Cameras: Album Ecce homo (2003)
- Felicitas Kukuck: Kirchenoper Ecce homo
- Siegfried Reda: Ecce homo für vierstimmigen Chor
- Finsterforst: Lied Ecce homo auf dem Album Zerfall (erschienen 2019)

### Film
Folgende Filme tragen Ecce homo in ihrem Namen:
- Behold A Man (Ecce Homo) (1968), Regie: Bruno Gaburro, Filmmusik: Ennio Morricone, mit Michel Simon
- Ecce homo (2004), Regie: Max Williams, Kamera: Emanuel Altenburger, mit Joerg Stadler, Kurzfilm der Filmakademie in London

## Sonstiges
In Jerusalem steht der von Kaiser Hadrian erbaute Ecce-Homo-Bogen. Er ist mit der im 19. Jahrhundert erbauten Ecce-Homo-Basilika verbunden.
„Seht, da ist der Mensch“ war das Motto des 100. Deutschen Katholikentages 2016.